# Hórreo de Carnota

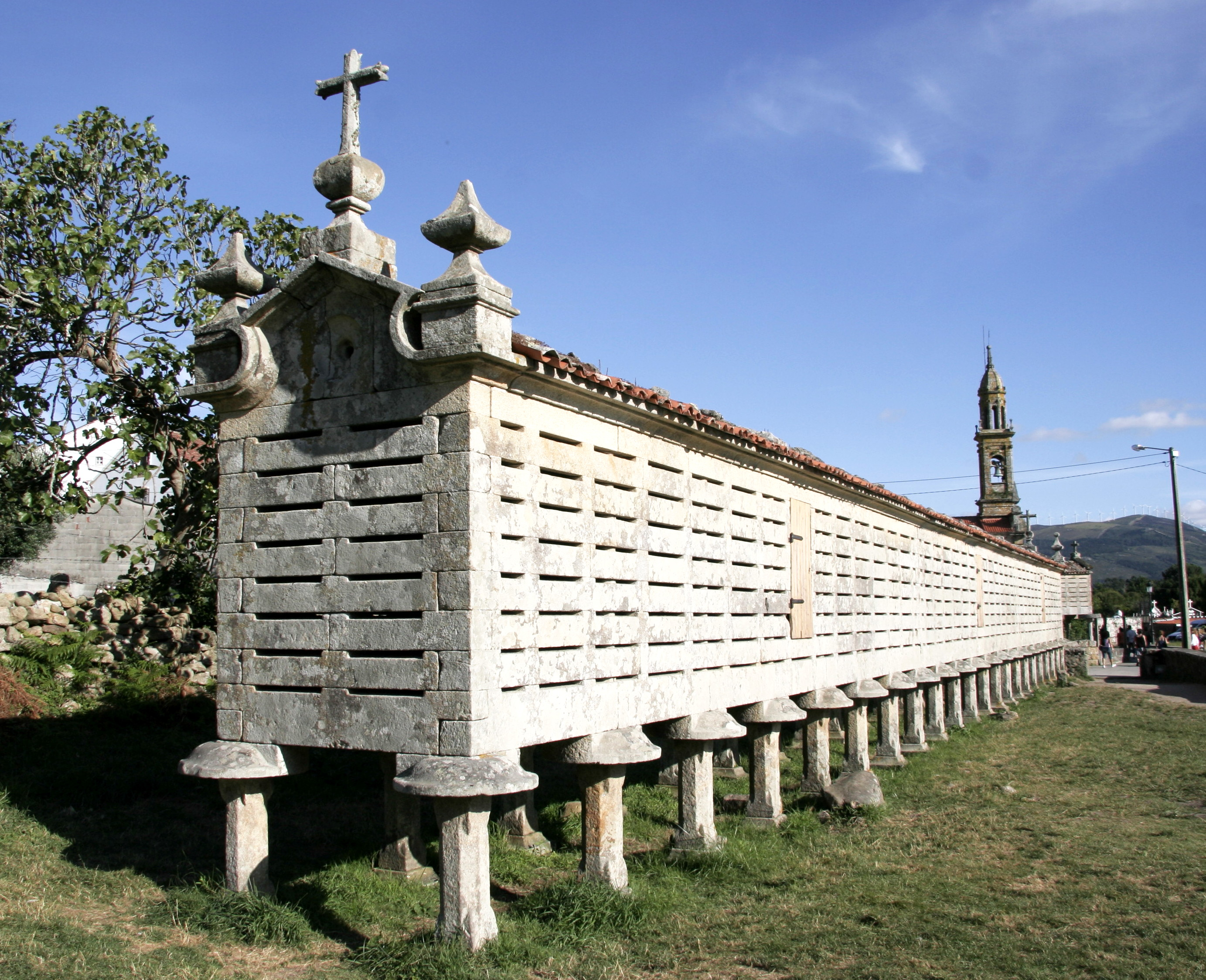
Hórreo in Carnota

Der Hórreo de Carnota in Carnota, einer spanischen Gemeinde in der Provinz A Coruña der Autonomen Gemeinschaft Galicien, wurde 1768 begonnen und erreichte seine heutige Größe 1783. Der Hórreo an der Rúa de Igrexa ist ein geschütztes Kulturdenkmal (Bien de Interés Cultural).
Der Hórreo besteht vollständig aus Granit und hat eine Länge von 34,76 Meter. Er konkurriert mit dem Hórreo de Lira in der gleichen Gemeinde.